# 暗色天堂
《暗色天堂》（英語：Heaven in the Dark），是袁劍偉編劇執導的首部電影長片，張學友與林嘉欣主演。這是袁劍偉、林嘉欣夫婦兩人首度合作，以及張學友與林嘉欣自2002年的《男人四十》後的又一次合作，更同樣為他們帶來第六次香港電影金像獎最佳男、女主角的提名。香港於2016年3月24日公映。此片亦成為2016年金馬奇幻影展之開幕電影。

## 剧情
讲述一位牧师兼CEO与“秘书”相互吸引、忘我激情热吻后，牧师却被秘书控告性骚扰，就此上演了一场罗生门的故事。

## 角色
| 演員姓名 | 角色名稱          | 介紹                   |
| 張學友   | 杜天明            | 真言堂牧師；同行會CEO  |
| 林嘉欣   | Michelle          | 真言堂會友；同行會職員 |
| 黃秋生   | 李大狀（Francis） | 杜天明辯護律師         |
| 羅蘭     | 控方大律師        |                        |
| 周家怡   | 周婉婉            | 同行會職員             |
| 王喜     | 張牧師            | 真言堂牧師             |
| 衞詩雅   | 阿怡              | 真言堂會友             |
| 蘇志威   | 林生              | 車房老闆               |
| 卓韻芝   | 張小姐            | 電視台主持             |
| 泰臣     | 裁判官            |                        |
| 韋羅莎   | Susanna           | 真言堂會友             |
| 朱栢謙   | Paul              | 牧師，Michelle 丈夫    |
| 黃子華   |                   | 法庭旁聽者             |
| 黎曉陽   |                   |                        |

## 制作
据导演袁剑伟表示，“《暗色天堂》改编自庄梅岩的舞台剧《法吻》，但主要讲述的是《法吻》5年前的故事。”

## 獎項
| 年份 | 頒獎典禮             | 獎項       | 獲提名 | 結果 |
| ---- | -------------------- | ---------- | ------ | ---- |
| 2016 | 第53屆金馬獎         | 最佳男主角 | 張學友 | 提名 |
| 2016 | 第35屆香港電影金像獎 | 最佳男主角 | 張學友 | 提名 |
| 2016 | 第35屆香港電影金像獎 | 最佳女主角 | 林嘉欣 | 提名 |

## 電影歌曲
- 宣傳曲：《暗色天堂》 作曲：鄧智偉 填詞：小美 主唱：張學友

## 軼事
- 《暗色天堂》屬黎曉陽唯一參與演出之電影。